# Liste der Biografien/Halm
Liste der Biografien |
Portal Biografien |
Personensuche
# |
A |
B |
C |
D |
E |
F |
G |
H |
I |
J |
K |
L |
M |
N |
O |
P |
Q |
R |
S |
T |
U |
V |
W |
X |
Y |
Z |
?
 
Ha |
Hd |
He |
Hi |
Hj |
Hk |
Hl |
Hm |
Hn |
Ho |
Hr |
Hs |
Ht |
Hu |
Hv |
Hw |
Hy
 
Haa |
Hab |
Hac |
Had |
Hae–Haf |
Hag |
Hah |
Hai |
Haj |
Hak |
Hal |
Ham |
Han |
Hao |
Hap |
Haq |
Har |
Has |
Hat |
Hau |
Hav |
Haw |
Hax |
Hay |
Haz
 
Hala |
Halb |
Halc |
Hald |
Hale |
Half |
Halg |
Halh |
Hali |
Halj |
Halk |
Hall |
Halm |
Halo |
Halp |
Hals |
Halt |
Halu |
Halv |
Halw |
Haly |
Halz
Die Liste der Biografien führt alle Personen auf, die in der deutschsprachigen Wikipedia einen Artikel haben. Dieses ist eine Teilliste mit 50 Einträgen von Personen, deren Namen mit den Buchstaben „Halm“ beginnt.

## Halm
- Halm, Alexander (1840–1913), preußischer Beamter und Politiker
- Halm, Alfred (1861–1951), österreichischer Schauspieler, Theaterregisseur, Theaterleiter, Drehbuchautor und Filmregisseur
- Halm, Anton (1789–1872), österreichischer Komponist und Klavierlehrer
- Halm, August (1869–1929), deutscher Komponist, Theologe und Musikpädagoge
- Halm, Florian (* 1964), deutscher Schauspieler und Synchronsprecher
- Halm, Franz (1874–1918), deutscher Kapitän zur See der Kaiserlichen Marine
- Halm, Friedrich (1806–1871), österreichischer Dichter und Dramatiker
- Halm, George Nikolaus (1901–1984), US-amerikanischer Ökonom deutscher Herkunft
- Halm, Günter (1922–2017), deutscher Militär, Ritterkreuzträger der WehrmachtGünter Halm (1922–2017)

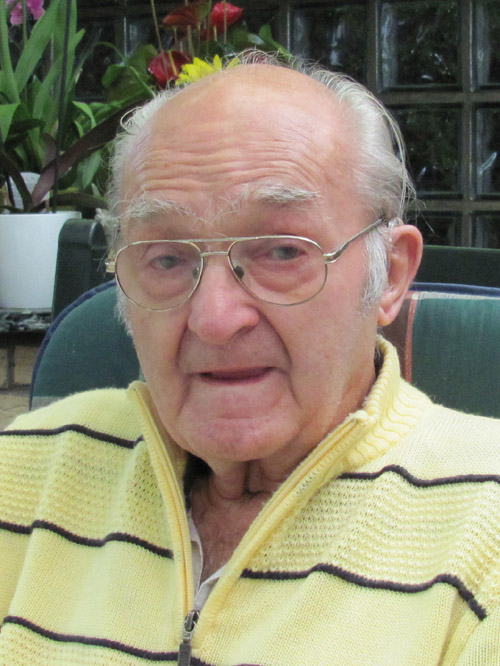
Günter Halm (1922–2017)

- Halm, Gunter (* 1940), deutscher Politiker und NDPD-Funktionär, Minister für Leichtindustrie der DDR
- Halm, Gustav (1889–1948), deutscher Schriftsteller
- Halm, Hans (1879–1957), deutscher General der Infanterie im Zweiten Weltkrieg
- Halm, Hans (1898–1965), Bibliothekar und Musikwissenschaftler
- Halm, Harry (1902–1980), deutscher Schauspieler
- Halm, Heinz (* 1942), deutscher Islamwissenschaftler und Schia-Experte
- Halm, Jakob Karl Ernst (1866–1944), deutsch-britischer Astronom
- Halm, Karl Felix (1809–1882), deutscher Altphilologe und Bibliothekar
- Halm, Martin (* 1961), deutscher Schauspieler und Synchronsprecher
- Halm, Pauline (1836–1921), österreichische Malerin
- Halm, Peter (1854–1923), deutscher Graphiker und Hochschullehrer
- Halm, Peter (1900–1966), deutscher Kunsthistoriker
- Halm, Philipp Maria (1866–1933), deutscher Kunsthistoriker und Museumsleiter
- Halm, Stephanie (* 1984), deutsche RennfahrerinStephanie Halm (* 1984)

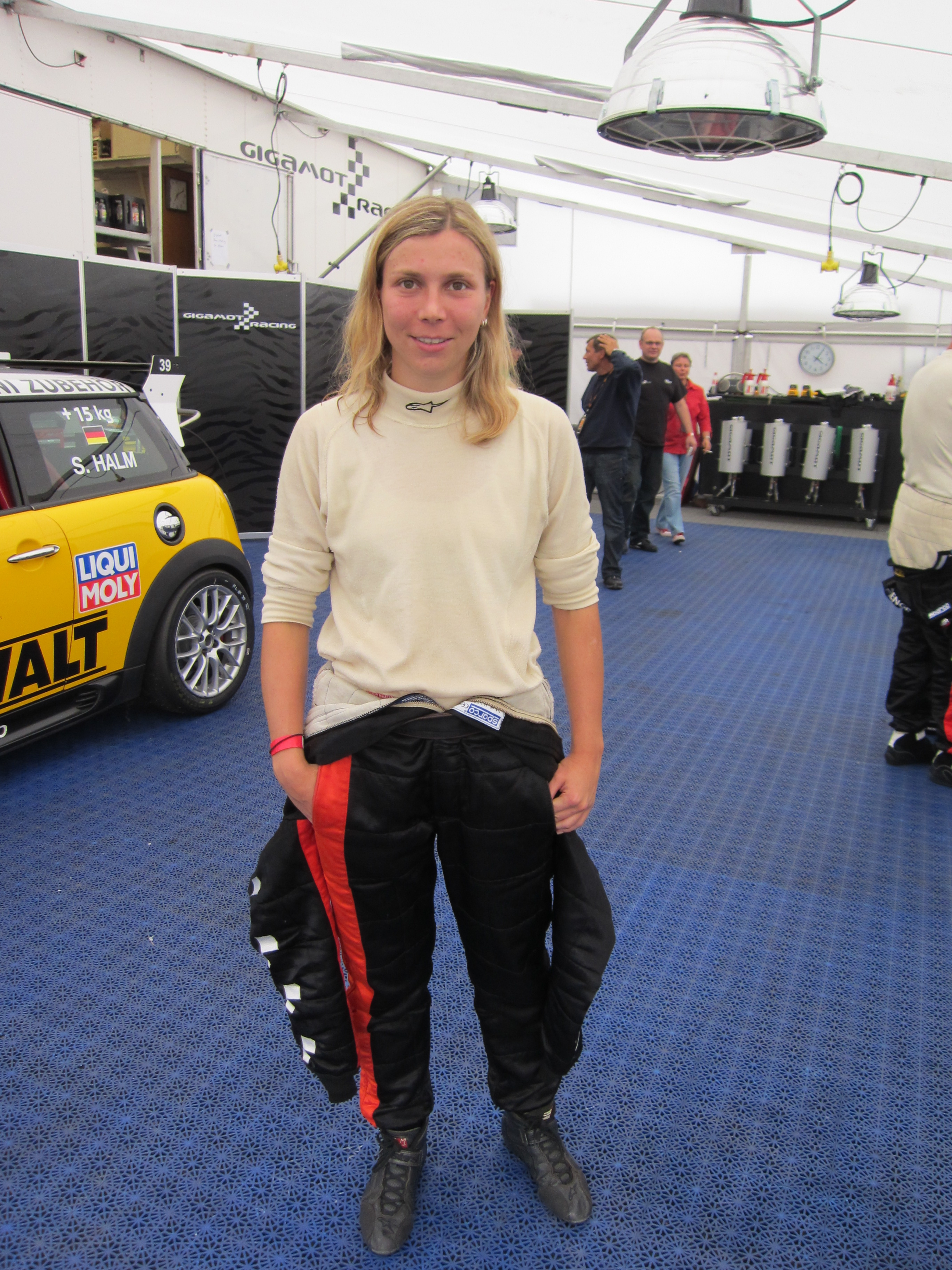
Stephanie Halm (* 1984)

- Halm, Wolfgang, deutscher Romanist
- Halm, Wolfgang Eugen (* 1956), deutscher Rechtsanwalt und Autor

### Halma
- Halma, Oldřich (1907–1985), tschechischer Chordirigent und Komponist
- Hălmăgeanu, Bujor (1941–2018), rumänischer Fußballspieler
- Halman, Abdullah (* 1987), türkischer Fußballspieler
- Halman, Anna (1992–2006), polnisches Mädchen, das als Opfer von schulischer Gewalt Suizid beging
- Halman, Talât Sait (1931–2014), türkischer Autor, Übersetzer, Kulturwissenschaftler und Minister für Kultur
- Halmanseger, Leonhard (1892–1991), deutscher Kriminalbeamter, SS-Hauptsturmführer und Verfassungsschützer
- Halmar, Augusto d’ (1882–1950), chilenischer Schriftsteller
- Halmay, Petr (* 1958), tschechischer Dichter
- Halmay, Tibor von (1894–1944), ungarischer Schauspieler
- Halmay, Zoltán (1881–1956), ungarischer Schwimmer

### Halmb
- Halmburger, Oliver (* 1971), deutscher Dokumentarfilmer

### Halme
- Halme, Aapo (* 1998), finnischer Fußballspieler
- Halme, Juho (1888–1918), finnischer Leichtathlet
- Halme, Laila (1934–2021), finnische Chanson- und Schlagersängerin
- Halme, Tony (1963–2010), finnischer Wrestler und Politiker, Mitglied des Reichstags
- Halmen, Pet (1943–2012), deutscher Bühnen- und Kostümbildner und Regisseur
- Halmer, Günther Maria (* 1943), deutscher SchauspielerGünther Maria Halmer (* 1943)

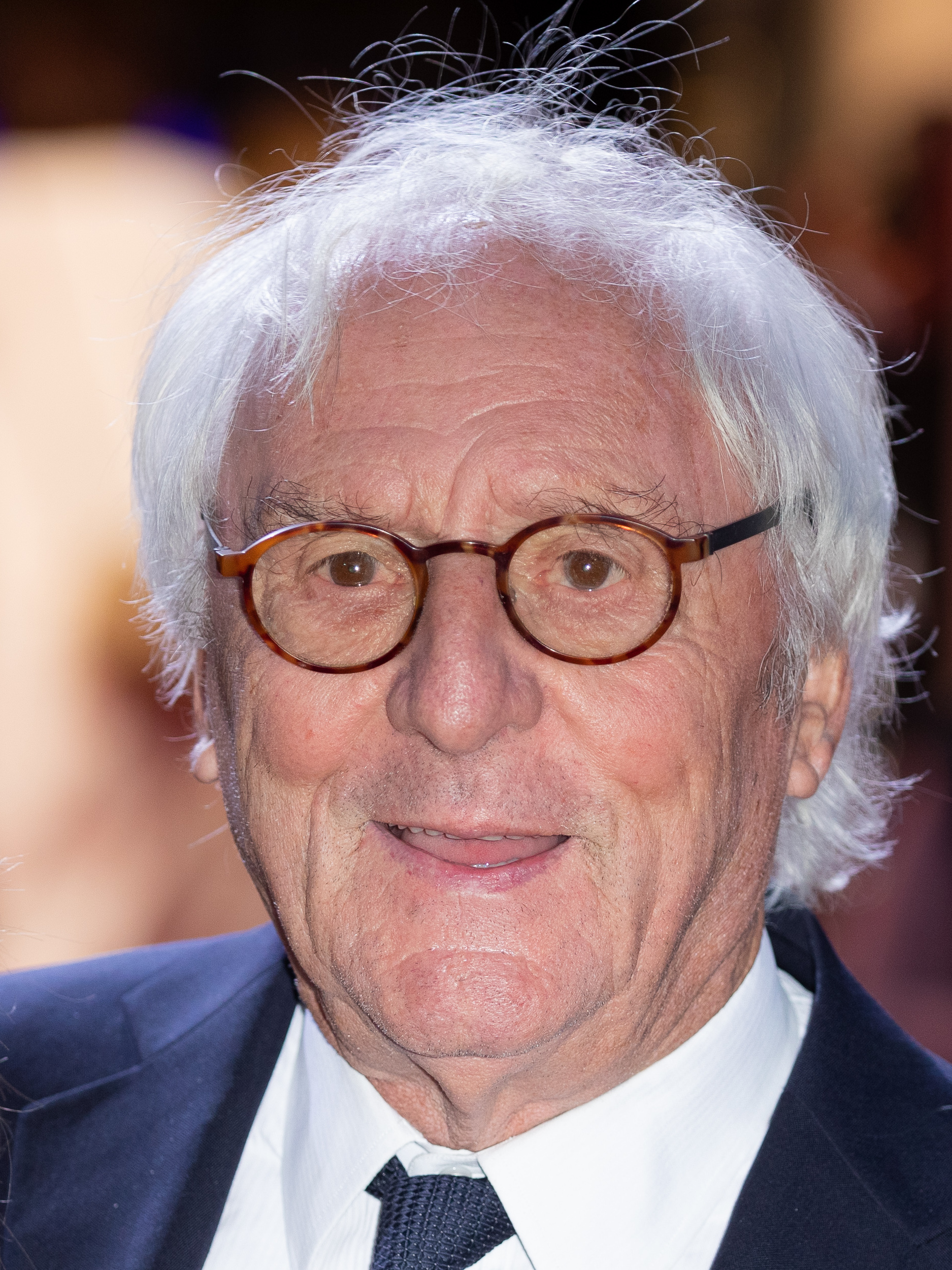
Günther Maria Halmer (* 1943)

### Halmh
- Halmhuber, Gustav (1862–1936), deutscher Architekt und Hochschullehrer
- Halmhuber, Heinrich (1852–1908), deutscher Maler und Architekt

### Halmi
- Halmich, Regina (* 1976), deutsche Boxsportlerin

### Halmo
- Halmo, Mike (* 1991), kanadischer Eishockeyspieler
- Halmos, Győző (1889–1945), ungarischer Turner
- Halmos, László (1909–1997), ungarischer Komponist und Chorleiter
- Halmos, Paul (1916–2006), US-amerikanischer Mathematiker ungarischer Herkunft
- Halmosi, Péter (* 1979), ungarischer Fußballspieler